# Ustön
Ustön är en ö i Vänern, Tydje socken, Åmåls kommun.
Ustön har en mycket varierad natur. Den östra delen är högre och därifrån har man en vid utsikt över Vänern och bort mot Kinnekulle. Öns inre täcks mestadels a hällmarkstallskog. Mitt på ön finns ett fuktigt område som är ett igenvuxet kärr. Stränderna består av såväl klippstränder som vikar med sand och grus. På öns norra sida finns tre djupare vikar med sandbotten och sandstränder som fungerar som ankringsplatser för fritidsbåtar och badstränder. I öns södra del finns en långgrund vik som snörts av så att den nu bildar en lagun. Till stora delar täcks den av vass- och andra vattenväxter. Runt viken finns flera hällkar som har betydelse som fortplantningslokal för många grod- och kräldjur.